# Saison 2016 de l'équipe cycliste Cervélo Bigla
La saison 2016 de l'équipe cycliste Cervélo Bigla est la troisième de la formation depuis son retour au niveau professionnel en 2014. Le recrutement est surtout marqué par les départs des Néerlandaises Annemiek van Vleuten et Iris Slappendel ainsi que de la Suissesse Doris Schweizer.
La saison de l'équipe est globalement réussie. Lotta Lepistö remporte de nombreuses victoires au sprint ou dans les prologues. Elle obtient une médaille de bronze aux championnats du monde sur route. Elle a également terminé deuxième de la Course by Le Tour de France et de l'Open de Suède Vårgårda, deux manches du World Tour. Ashleigh Moolman réalise également une bonne saison avec la victoire à l'Auensteiner-Radsporttage. Joëlle Numainville se classe troisième du Grand Prix de Plouay. La progression de la Suissesse Nicole Hanselmann est également remarquable avec une étape du Tour de Norvège. Sur le plan collectif, la formation se classe deuxième du contre-la-montre par équipes de l'Open de Suède Vårgårda et troisième du championnat du monde de la spécialité.  La formation est quatrième du classement UCI et du classement World Tour. 

## Préparation de la saison

### Partenaires et matériel de l'équipe
Le partenaire principal de l'équipe est l'entreprise de meubles de bureau et d’établissements de santé/hôpitaux Bigla. Le fabricant de cycles Cervélo déjà partenaire l'année précédente, devient aussi partenaire principal. 
Les vélos sont équipés avec du matériel Rotor, K-Edge, 3T, des pédales Speedplay, des pneus Vittoria et des roulements  Ceramicspeed. Les produits d'entretien cycliste sont fournis par Dynamic. Les vêtements sont livrés par Castelli, les casques par Kask, les véhicules par Škoda et Steiner's Wohnmobile Konolfingen, l'alimentation par Nutrixxion et les home-trainers par Tacx. Les autres partenaires sont : Playitas Resort, Silka, Sportfoto.nl, Studioschenker et Crossklinik.

### Arrivées et départs
L'équipe recrute deux coureuses depuis les rangs amateur : la championne du monde de course aux points Stephanie Pohl et la Canadienne Gabrielle Pilote-Fortin. En parallèle, elle enregistre de nombreux départs. En sus, de celui de Shelley Olds survenu en juin 2015, la leader Néerlandaise Annemiek van Vleuten devient membre de l'équipe Orica-AIS. La championne de Suisse du contre-la-montre Doris Schweizer, la championne des Pays-Bas sur route 2014 Iris Slappendel, les expérimentées Sharon Laws et Vera Koedooder quittent toute l'équipe. Enfin, les Suissesses Émilie Aubry, Caroline Baur et Sandra Weiss ne sont pas conservées. 
| Arrivées                | Équipe 2015 |
| ----------------------- | ----------- |
| Gabrielle Pilote-Fortin | DNA cycling |
| Stephanie Pohl          | Amateur     |

| Départs              | Équipe 2016              |
| -------------------- | ------------------------ |
| Émilie Aubry         | Amateur                  |
| Caroline Baur        |                          |
| Vera Koedooder       | Parkhotel Valkenburg     |
| Sharon Laws          | Podium Ambition          |
| Doris Schweizer      | Cylance                  |
| Iris Slappendel      | UnitedHealthcare Women's |
| Annemiek van Vleuten | Orica-AIS                |
| Sandra Weiss         |                          |

## Effectif et encadrement

### Effectif
| Effectif 2016                  | Effectif 2016     | Effectif 2016  | Effectif 2016                 |
| Cycliste                       | Date de naissance | Pays           | Équipe précédente             |
| ------------------------------ | ----------------- | -------------- | ----------------------------- |
| Nicole Hanselmann              | 6 mai 1991        | Suisse         |                               |
| Lisa Klein                     | 15 juillet 1996   | Allemagne      |                               |
| Clara Koppenburg               | 3 août 1995       | Allemagne      |                               |
| Lotta Lepistö                  | 28 juin 1989      | Finlande       |                               |
| Ashleigh Moolman               | 9 décembre 1985   | Afrique du Sud | Hitec Products (2014)         |
| Joëlle Numainville             | 20 novembre 1987  | Canada         | Lotto Belisol Ladies (2014)   |
| Stephanie Pohl                 | 21 octobre 1987   | Allemagne      | Futurumshop.nl-Polaris (2013) |
| Carmen Small (29 juin–30 juin) | 22 avril 1980     | États-Unis     | Twenty16-Sho-Air (2015)       |
| Gabrielle Pilote Fortin        | 26 avril 1993     | Canada         | Visit Dallas (2015)           |
|                                |                   |                |                               |
| Source : UCI                   |                   |                |                               |

### Encadrement
Thomas Campana est le représentant de l'équipe auprès de l'UCI et son dirigeant. Dirk Baldinger est directeur sportif, Fabian Jeker est son adjoint.

## Déroulement de la saison

### Février-mars
Au Trofeo Alfredo Binda-Comune di Cittiglio, le début de course est animé par une attaque de Carmen Small et Ann-Sophie Duyck. Elles se font cependant reprendre par le peloton.
Lotta Lepistö se classe troisième du sprint à l'Omloop van het Hageland. À Gand-Wevelgem, Carmen Small se classe quatrième du sprint du peloton soit cinquième de la course.

### Avril
L'équipe participe à l'Emakumeen Euskal Bira dans le Pays basque. Lotta Lepistö remporte le prologue tandis que Carmen Small est troisième, Ashleigh Moolman cinquième. Sur la première étape, Carmen Small s'échappe dans la dernière ascension à seize kilomètres de l'arrivée avec Emma Johansson qui la devance au sprint. Elle endosse néanmoins le maillot jaune de l'épreuve. Elle ne parvient cependant pas le lendemain à suivre les meilleures. Ashleigh Moolman se classe quatrième de cette difficile étape et se positionne à la même place au classement général. La troisième étape est certes vallonnée mais se conclut par un sprint massif. Giorgia Bronzini y devance Carmen Small. Sur la dernière étape, Ashleigh Moolman joue son vatout pour faire basculer l'épreuve. Elle termine troisième de l'étape et, par le jeu des bonifications, gagne une place au classement général. Elle est donc troisième de l'épreuve. Carmen Small est cinquième.
Ashleigh Moolman se sent malade durant la Flèche wallonne et doit abandonner. Carmen Small attaque en haut de la côte de Solière. Elle commence la côte de Cherave en tête, mais s'y fait reprendre. Elle est finalement douzième,.

### Mai-juin
Au Festival luxembourgeois du cyclisme féminin Elsy Jacobs, Lotta Lepistö se classe onzième du prologue. Sa victoire dans le sprint massif du lendemain lui perd de prendre le maillot de leader du classement général. Sur la dernière étape, Ashleigh Molman fait partie de l'échappée de dix coureuses qui prend une grande avance et finit septième. Elle est quatrième du classement général final. Carmen Small remporte le classement de la meilleure grimpeuse.
Comme l'année précédente, Ashleigh Moolman remporte en solitaire la dernière étape, très vallonnée, des Auensteiner-Radsporttage. Elle a quasiment deux minutes d'avance sur ses poursuivantes et remporte du même coup le classement général.
Au Women's Tour, Lotta Lepistö se classe cinquième du sprint de la première étape. Sur la troisième étape, Clara Koppenburg fait partie du groupe de onze échappées qui compte jusqu'à deux minutes d'avance. Dans le deuxième prix de la montagne trois favorites accélèrent : Lizzie Armitstead, Ashleigh Moolman et Elisa Longo Borghini. Elles reviennent immédiatement sur la tête de la course. À quinze kilomètres de l'arrivée, la championne du monde attaque de nouveau, suivie par la Sud-Africaine. Elisa Longo Borghini et Amanda Spratt partent à leur chasse et les rejoignent. Dans le sprint sur secteur pavé, Lizzie Armitstead devance Ashleigh Moolman et Elisa Longo Borghini. La Sud-Africaine remonte à la deuxième place du classement général. Le lendemain, Lizzie Armitstead, Ashleigh Moolman et Elisa Longo Borghini attaquent dans la deuxième ascension de la journée. Elles sont bientôt rejointes par Emma Johansson. La coopération n'est pas bonne et Lizzie Armitstead accélère puis attaque seule mais se fait reprendre. Derrière, un groupe de poursuite de douze coureuses dont Marianne Vos et Lisa Brennauer revient à une vingtaine de secondes de la tête de course. La jonction s'opère finalement à cinq cents mètres de l'arrivée. Au sprint, Ashleigh Moolman est huitième. Sur la dernière étape, Lotta Lepistö fait partie du groupe d'échappée et s'impose au sprint. Il n'y a pas de modification au classement général : Ashleigh Moolman se classe deuxième.

### Juillet
Sur le Tour de Thuringe, Lotta Lepistö se classe septième de la première étape, mais s'empare de la tête du classement des sprints,. Le lendemain, Ashleigh Moolman se classe quatrième,. Dans le sprint massif de la troisième étape, Lotta Lepistö termine huitième. Sur le contre-la-montre long de 19 km, Ashleigh Moolman réalise un très bon temps et se classe troisième devant l'ancienne championne du monde de la spécialité Lisa Brennauer et l'actuelle Linda Villumsen. Elle est alors troisième du classement général. Sur la dernière étape, Nicole Hanselmann fait partie de l'échappée qui part dans le final. Elle se classe troisième. Au classement général final, Ashleigh Moolman est sixième.

### Août
Aux Jeux olympiques de Rio, deux coureuses de la formation prennent le départ de la course en ligne avec leurs sélections respectives : Lotta Lepistö (Finlande), Ashleigh Moolman (Afrique du Sud).
Sur le contre-la-montre par équipes de l'Open de Suède Vårgårda, la formation Cervélo Bigla surprend. Elle passe le premier temps intermédiaire en tête avant de prendre la deuxième place derrière la formation Boels Dolmans. C'est la première année que l'équipe Bigla réalise de telles performances dans le contre-la-montre par équipes. Son directeur sportif explique qu'ils ont préparé spécialement l'événement en arrivant plus tôt en Suède. L'arrivée du partenaire Cervélo dans l'équipe justifie ce changement de préparation. L'équipe est composée de : Ashleigh Moolman-Pasio, Lotta Lepistö, Joëlle Numainville, Stephanie Pohl, Lisa Klein et Nicole Hanselmann. Lors de la course en ligne, cette dernière réalise une échappée solitaire durant trente kilomètres. Une fois reprise, un groupe de neuf coureuses avec les principales équipes représentées part. Il est constitué de : Emilia Fahlin, Amy Pieters, Chantal Blaak, Lotta Lepistö, Maria Giulia Confalonieri, Hannah Barnes, Amanda Spratt , Julia Soek et Shara Gillow. Même si l'avance de cette échappée ne dépasse jamais deux minutes, la poursuite ne s'organisant pas, elle se dispute la victoire. Emilia Fahlin anticipe le sprint et s'impose seule. Derrière Lotta Lepistö devance Chantal Blaak et Amy Pieters.
Au Grand Prix de Plouay, Leah Kirchmann part seule en tête à l'entrée du dernier tour. Elle n'est reprise que dans la côte de Ty Marrec. Six coureuses s'y détachent mais ne coopèrent pas. La victoire se joue dans un sprint à quatorze. Eugenia Bujak s'impose devant Elena Cecchini et Joëlle Numainville.

### Octobre
Aux championnats du monde, la formation Cervélo Bigla obtient la médaille de bronze du contre-la-montre par équipes derrière les formations Boels Dolmans et Canyon-SRAM. La composition de l'équipe est : Ciara Horne, Lisa Klein, Lotta Lepistö, Ashleigh Moolman, Joëlle Numainville et Stephanie Pohl. Sur le contre-la-montre individuel, Lotta Lepistö est onzième, Ashleigh Moolman-Pasio dix-huitième. Sur l'épreuve en ligne, les coureuses précitées, à l'exception de Ciara Horne, et Nicole Hanselmann prennent le départ. Celle-ci anime la course par une échappée avec Eri Yonamine. La course se conclut par un sprint massif. Lotta Lepistö se trouve dans la roue d'Amalie Dideriksen qui se trouve elle-même dans la roue de Kirsten Wild. La Finlandaise prend la troisième place. Joëlle Numainville est neuvième.

## Bilan de la saison
La saison de Lotta Lepistö est réussie et couronnée par une médaille de bronze aux championnats du monde sur route. Elle a également terminé deuxième de la Course by Le Tour de France et de l'Open de Suède Vårgårda, deux manches du World Tour. Ashleigh Moolman réalise également une bonne saison avec la victoire à l'Auensteiner-Radsporttage. La progression de la Suissesse Nicole Hanselmann est également remarquable avec une étape du Tour de Norvège. Joëlle Numainville se classe troisième du Grand Prix de Plouay. Les performances en contre-la-montre par équipes de la formation sont également notable avec la deuxième place à l'Open de Suède Vårgårda puis la troisième lors du championnat du monde.

### Victoires

#### Sur route
| Date         | Course                                                               | Pays        | Classe | Vainqueur          |
| ------------ | -------------------------------------------------------------------- | ----------- | ------ | ------------------ |
| 13 avril     | Prologue de l'Emakumeen Euskal Bira                                  | Espagne     | 2.1    | Lotta Lepistö      |
| 30 avril     | 1re étape du Festival luxembourgeois du cyclisme féminin Elsy Jacobs | Luxembourg  | 2.1    | Lotta Lepistö      |
| 22 mai       | SwissEver GP Cham - Hagendorn                                        | Suisse      | 1.2    | Lotta Lepistö      |
| 27 mai       | Championnats des États-Unis du contre-la-montre                      | États-Unis  | CN     | Carmen Small       |
| 12 juin      | 3e étape des Auensteiner-Radsporttage                                | Allemagne   | 2.2    | Ashleigh Moolman   |
| 12 juin      | Auensteiner-Radsporttage                                             | Allemagne   | 2.2    | Ashleigh Moolman   |
| 19 juin      | 5e étape de The Women's Tour                                         | Royaume-Uni | 2.WWT  | Lotta Lepistö      |
| 22 juin      | Championnats de Suisse du contre-la-montre                           | Suisse      | CN     | Doris Schweizer    |
| 22 juin      | Championnats de Finlande du contre-la-montre                         | Finlande    | CN     | Lotta Lepistö      |
| 26 juin      | Championnats de Suisse sur route                                     | Suisse      | CN     | Doris Schweizer    |
| 10 juillet   | White Spot Delta Road Race                                           | Canada      | 1.2    | Joëlle Numainville |
| 12 août      | 1re étape du Tour de Norvège                                         | Norvège     | 2.1    | Nicole Hanselmann  |
| 9 septembre  | Prologue du Tour de Toscane féminin-Mémorial Michela Fanini          | Italie      | 2.2    | Ashleigh Moolman   |
| 11 septembre | 2e étape du Tour de Toscane féminin-Mémorial Michela Fanini          | Italie      | 2.2    | Ashleigh Moolman   |
| 11 septembre | Tour de Toscane féminin-Mémorial Michela Fanini                      | Italie      | 2.2    | Ashleigh Moolman   |

### Résultats sur les courses majeures

#### World Tour
| Date         | #  | Course                                   | Pays            | Meilleure classée      | Classement |
| ------------ | -- | ---------------------------------------- | --------------- | ---------------------- | ---------- |
| 5 mars       | 1  | Strade Bianche                           | Italie          | Carmen Small           | 22e        |
| 12 mars      | 2  | Tour de Drenthe                          | Pays-Bas        | Carmen Small           | 17e        |
| 20 mars      | 3  | Trofeo Alfredo Binda-Comune di Cittiglio | Italie          | Ashleigh Moolman-Pasio | 49e        |
| 27 mars      | 4  | Gand-Wevelgem                            | Belgique        | Carmen Small           | 5e         |
| 3 avril      | 5  | Tour des Flandres                        | Belgique        | Lotta Lepistö          | 28e        |
| 20 avril     | 6  | Flèche wallonne                          | Belgique        | Carmen Small           | 12e        |
| 6-8 mai      | 7  | Tour de l'île de Chongming               | Chine           |                        |            |
| 19-22 mai    | 8  | Tour de Californie                       | États-Unis      | -                      | -          |
| 5 juin       | 9  | Philadelphia Cycling Classic             | États-Unis      | -                      | -          |
| 15-19 juin   | 10 | The Women's Tour                         | Grande-Bretagne | Ashleigh Moolman-Pasio | 2e         |
| 1-10 juillet | 11 | Tour d'Italie                            | Italie          | -                      | -          |
| 24 juillet   | 12 | La course by Le Tour de France           | France          | Lotta Lepistö          | 2e         |
| 6-8 mai      | 13 | RideLondon-Classique                     | Grande-Bretagne | Joëlle Numainville     | 6e         |
| 19 août      | 14 | Open de Suède Vårgårda TTT               | Suède           | Cervélo Bigla          | 2e         |
| 21 août      | 15 | Open de Suède Vårgårda                   | Suède           | Lotta Lepistö          | 2e         |
| 27 août      | 16 | Grand Prix de Plouay                     | France          | Joëlle Numainville     | 3e         |
| 11 septembre | 17 | La Madrid Challenge by La Vuelta         | Espagne         | -                      | -          |

La formation est sixième du classement par équipes. Au classement individuel, Lotta Lepistö est quatorzième, Joëlle Numainville dix-huitième.

#### Grand tour
| Grand tour            | Tour d'Italie |
| --------------------- | ------------- |
| Coureuse (classement) | -             |
| Accessits             | -             |

## Classement mondial
| Rang | Coureuse           | Points |
| ---- | ------------------ | ------ |
| 12   | Ashleigh Moolman   | 709    |
| 14   | Lotta Lepistö      | 662    |
| 22   | Joëlle Numainville | 486    |
| 145  | Nicole Hanselmann  | 57     |
| 169  | Stephanie Pohl     | 44     |
| 362  | Clara Koppenburg   | 9      |
| 413  | Lisa Klein         | 7      |

Cervélo Bigla est quatrième au classement par équipes.